# Vrijstelling van militaire dienst in Israël
Vrijstelling van militaire dienst in Israël (Hebreeuws: אי-גיוס בישראל; letterlijk 'niet-werving in Israël') wordt gedekt door de Israëlische veiligheidsdienstwet (Hebreeuws: חוק שירות ביטחון), waarin de gronden voor vrijstelling van het dienen in het Israëlisch defensieleger (IDF) worden vermeld.

## Soorten vrijstellingen
Vrijstellingen worden verleend op basis van de volgende criteria:
- Wegens emigratie naar het buitenland: dit geldt voor degenen die voor hun 16e uit Israël zijn vertrokken;
- Medische of psychologische redenen;
- Huwelijk, zwangerschap of ouderschap (alleen voor vrouwen);
- Religieuze redenen (alleen voor vrouwen);
- Op grond van gewetensbezwaren. Het is een relatief zeldzame vrijstelling, die wordt verleend aan zowel vrouwen als mannen die gewoonlijk een straf in de militaire gevangenis moeten doorbrengen voordat ze deze vrijstelling krijgen. Zij worden doorgaans bestempeld als pacifist;

Daarnaast kan studeren in een jesjiva het mogelijk maken om de rekrutering voor zes maanden uit te stellen. Deze vrijstelling kan steeds met zes maanden worden verlengd, zolang de student zijn studie in de jesjiva voortzet (alleen voor mannen). In uitzonderlijke gevallen worden jongeren vrijgesteld als ze een strafblad hebben.
Tevens zijn Arabische burgers van Israël (die iets minder dan een vijfde van de bevolking van het land uitmaken) ook vrijgesteld van militaire dienst. Deze vrijstelling vindt zijn oorsprong niet in de Israëlische wetgeving, maar is eerder gebaseerd op de richtlijnen van de IDF. Als gevolg hiervan worden Arabische moslims, Arabische christenen en bedoeïenen niet ingelijfd, hoewel een zeer klein deel van deze gemeenschappen alsnog vrijwillig in dienst gaat. Daarentegen worden Druzen en Circassiërs wel ingelijfd, en zijn dus dienstplichtig.

## Statistieken

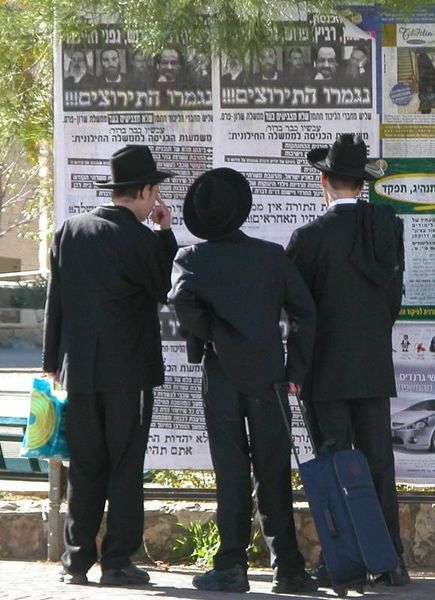
Charedische joden, die lange tijd vrijgesteld waren van militaire dienst.

In 2005 meldde 32,1% van de vrouwen zich om religieuze redenen niet aan. Het totale percentage vrouwen dat zich in dat jaar niet meldde, bedroeg 42,3%. In 2008 steeg het percentage tot 44%, waarvan 34,6% om religieuze redenen. Deze situatie leidde tot een toename van de handhaving, met privé-onderzoeken tot gevolg, om dienstplichtigen te kunnen ontmaskeren.
In 2007 bestond de grootste groep jonge Israëliërs die de dienstplicht ontweken, uit vrouwen die op religieuze gronden vrijstellingen claimden. Deze groep vormde 35% van alle vrouwen die in aanmerking kwamen voor de dienstplicht. Onder mannen was het totale percentage 27,7%. Dit cijfer omvatte 11,2% voor Torato Omanuto (תורתו אומנותו; zij die ingeschreven staan bij een jesjiva), 7,3% voor medische en psychologische redenen, 4,7% vanwege een strafblad en 4,2% vanwege verblijf in het buitenland.
In 2014 werd de wet zodanig gewijzigd dat de meerderheid van de charedische joden niet langer vrijgesteld waren van militaire dienst. Een andere wetswijziging om opnieuw vrijstelling te kunnen verlenen aan deze groep werd in 2017 aangevochten. De wet is nu theoretisch van kracht, maar door het uitblijven van overheidsoptreden is er in de praktijk niets veranderd.
Tegen 2020 ontving ongeveer 32,9% van de mannen en 44,3% van de vrouwen vrijstelling, en nog eens 15% van de mannen stopte voor het einde van hun dienstperiode. Van degenen die vrijstelling kregen, was ongeveer 44,7% charedisch, 46,6% seculier en 8,7% religieus zionistisch. Er was een opmerkelijke toename van vrijstellingen die werden verleend op grond van geestelijke gezondheid.

## Dienstweigering
Dienstweigeren is in Israël strafbaar. Enkele bekende onwettelijke manieren om de dienstplicht te ontwijken zijn:
- Trouwen met als enig doel het verkrijgen van vrijstelling, het zogenoemde fictieve huwelijk;
- Het overleggen van valse medische verklaringen of het zich voordoen als patiënt met als enig doel vrijstelling om gezondheidsredenen te verkrijgen;
- Verklaren religieus te zijn terwijl dit in werkelijkheid niet het geval is;
- Het land verlaten voor de leeftijd van indiensttreding, en afzien van terugkeer ondanks de oproep. De manier om deze methode te bestrijden is om te voorkomen dat het paspoort wordt verlengd zodra het verlopen is.

Ook wanneer iemand niet komt opdagen om te worden gerekruteerd, wordt hij of zij gedefinieerd als dienstplichtontduiker. Hierna volgt een arrestatiebevel en is de militaire politie verantwoordelijk voor het lokaliseren en gevangennemen. In de militaire rechtbank wordt vervolgens bepaald wat de passende straf is.

## Impact op het burgerleven
De militaire dienst van een persoon is meestal een onderwerp van discussie in veel sollicitatiegesprekken in Israël en is informatie die werkzoekenden gewoonlijk op hun cv vermelden. Desalniettemin heeft de regionale arbeidsrechtbank in Tel Aviv in 2003 bepaald dat het verboden is om sollicitanten af te wijzen als zij niet in het leger hebben gezeten, tenzij het een vereiste is voor de functie waarop men heeft gesolliciteerd. Desondanks is er wettelijk tot nu toe geen verbod op het opvragen van informatie over de militaire dienst van een persoon, om op die manier te achterhalen of hij of zij wel of niet in het leger heeft gezeten. Maatschappelijk gezien is er nog altijd een grotendeels negatieve houding ten opzichte van degenen die niet aan hun dienstplicht hebben voldaan. Het is dan ook niet uitzonderlijk dat werkgevers in hun vacatures vermelden dat kandidaten alleen in aanmerking komen voor de desbetreffende functie als zij hun dienstplicht hebben voltooid. Ook kan het negatieve gevolgen hebben bij het behalen of verlengen van een rijbewijs of het huren dan wel kopen van een woning.

## Publiekelijke afkeuring

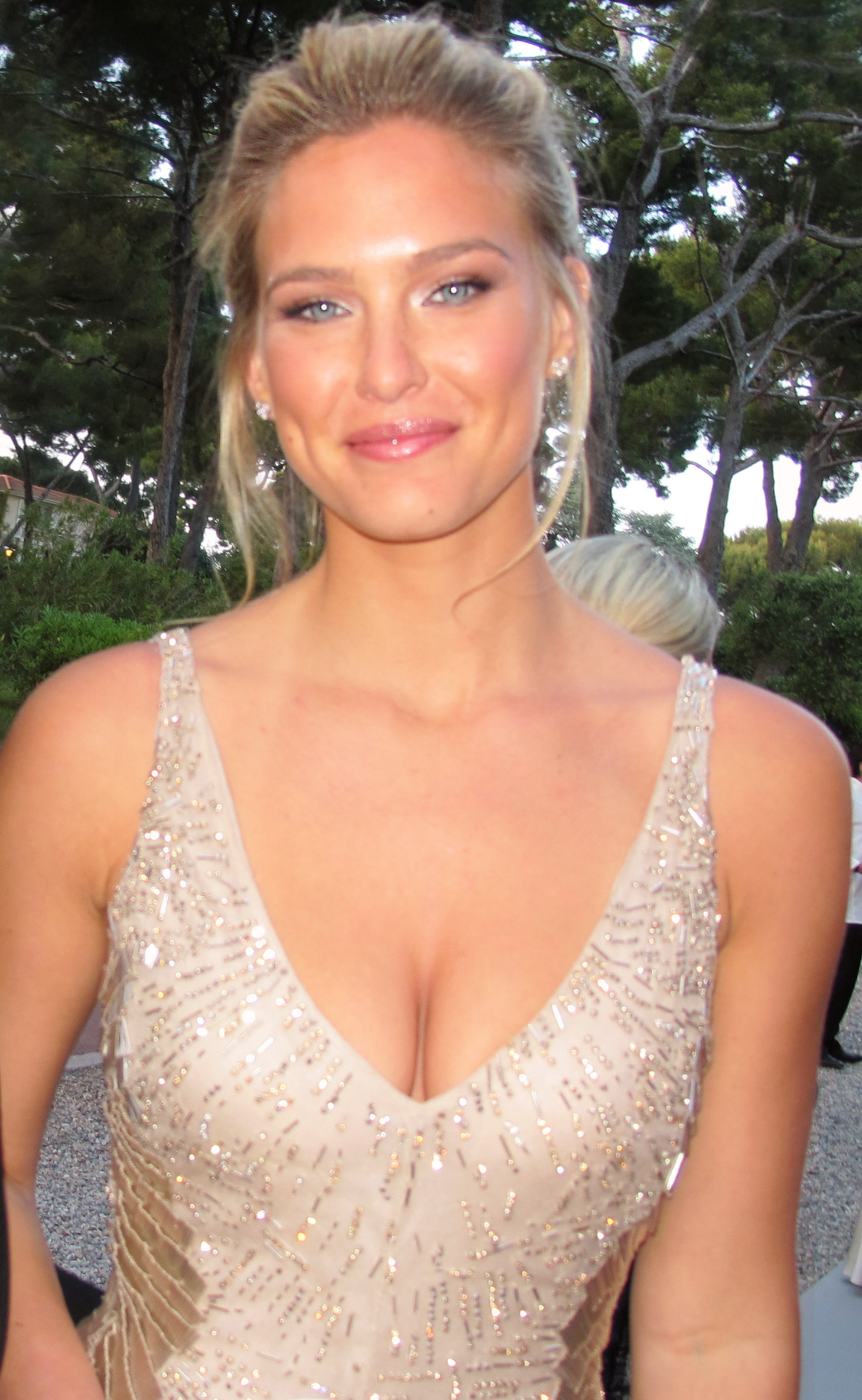
Het Israëlische fotomodel Bar Refaeli in 2011.

Het ontwijken van de dienstplicht wordt door de meerderheid van de bevolking veroordeeld. Desondanks hebben verschillende Israëlische beroemdheden te kennen gegeven dat zij, meestal voordat ze beroemd werden, de dienstplicht hebben ontweken. Enkele voorbeelden zijn:
- Aanvankelijk ging Dahlia Ravikovitch in dienst, maar ze werd acht maanden later vanwege gezondheidsproblemen vrijgesteld van haar dienstplicht;
- De rockzanger Aviv Geffen, die in de periode van zijn dienstplicht doorbrak en kritische nummers uitbracht met betrekking tot de politiek en dienstplicht. Hij moedigde zijn fans aan niet in dienst te gaan. Geffen liet zich op grond van medische redenen afkeuren om niet het leger in te hoeven;
- Het fotomodel Bar Refaeli trouwde een paar dagen voor haar rekruteringsdag. Kort nadat ze de vrijstelling kreeg, scheidde ze. In een interview in 2007 gaf ze toe geen spijt te hebben, omdat de beslissing ervoor zorgde dat ze internationaal aan de slag kon als model. In datzelfde interview vroeg ze zich af "waarom jongeren van 18 hun leven moeten opofferen zodat ik in Israël kan leven";
- De zanger Jacko Eisenberg werd door de IDF bestempeld als pacifist;
- De zangeres Maya Buskila beweerde religieus te zijn en werd op grond daarvan vrijgesteld, maar was kort erna te zien in een campagne voor zeer onthullende badkleding. Ze betuigde spijt en ging op haar dertigste alsnog voor korte tijd het leger in;
- De zangeres Marina Maximilian Blumin werd wegens psychische problemen afgekeurd. Toen ze net als Eisenberg meedeed aan de talentenjacht Kochav nolad werd het breed in de pers uitgemeten dat ze niet in het leger had gediend;
- De journaliste Einav Galili werd beschuldigd van het ontduiken van de dienstplicht door een fictief huwelijk;
- De voetballer Ben Sahar weigerde in dienst te gaan vanwege zijn sporttrainingen en kwam niet opdagen op zijn rekruteringsdag. Hij ging het leger in en werd na een jaar alsnog vrijgesteld;
- De acteurs Itay Tiran, Itay Turgeman en Oshri Cohen werden bekritiseerd om hun rollen als soldaten terwijl ze niet in het leger hadden gezeten. In een tv-optreden wuifde Cohen de kritiek weg en vergeleek het met acteurs die advocaat of dokter spelen zonder het werkelijk te zijn.

Daarnaast weigerde actrice Omer Goldman, dochter van Naftali Granot, plaatsvervangend hoofd van de Mossad, in de IDF te dienen.